# Comuna Maruševec, Varaždin
Maruševec este o comună în cantonul Varaždin, Croația, având o populație de 6.381 de locuitori (2011).

## Demografie
Componența etnică a comunei Maruševec
     Croați (99,26%)
     Necunoscut (0,05%)
     Neclasificat (0,45%)
Componența confesională a comunei Maruševec
     Catolici (96,82%)
     Alți creștini (1,07%)
     Necunoscută (0,99%)
     Alte religii (1,13%)
Conform recensământului din 2011, comuna Maruševec avea 6.381 de locuitori. Din punct de vedere etnic, majoritatea locuitorilor (99,26%) erau croați. Apartenența etnică nu este cunoscută în cazul a 0,05% din locuitori. Din punct de vedere confesional, majoritatea locuitorilor (96,82%) erau catolici, cu o minoritate de null (1,07%). Pentru 0,99% din locuitori nu este cunoscută apartenența confesională.